# الربيع بن حبيب الحنفي
الربيع بن حبيب الحنفي البصري وكنيته أبو سلمة، أصله من اليمامة وعاش في البصرة فنُسِب لها، وهو من تبع التابعين وأحد رواة الحديث النبوي، يُرجح ولادته في أواخر القرن الأول الهجري بسبب صحبته للتابعي الحسن البصري، ينتمي إلى قبيلة بنو حنيفة بن لجيم بن صعب بن علي بن بكر بن وائل بن قاسط بن هنب بن أفصى بن دعمي بن جديلة ابن أسد بن ربيعة بن نزار بن معد بن عدنان.

## سيرته
لا تُعرف سنة مولده ولا سنة وفاته، والمُرجح أنّه وُلِد في أواخر القرن الأول الهجري، وعاش أغلب حياته في القرن الثاني الهجري.
يُعتبر من تبع التابعين لرؤيته وصحبته للتابعين الذين صحبوا أصحاب النبي محمد، وهُوّ أحد رواة الحديث النبوي.
ترجم له من العديد من علماء الجرح والتعديل، منهم: المزي في كتابه تهذيب الكمال، وابن حجر العسقلاني في كتابه لسان الميزان، والإمام المحدث البخاري في كتابه التاريخ الكبير، وابن أبي حاتم في كتابه الجرح والتعديل ، وابن حبان في كتابه الثقات لابن حبان ، وغيرهم.
روى الحديث وسمعه مِن عدة، منهم: الحسن البصري، وعبد الله بن عبيد بن عمير الكناني، ومُحَمَّد بْن سيرين، وأبي جعفر محمّد الباقر بن علي زين العابدين بْن الحسين بن علي بن أبي طالب، وأبي سعيد الرقاشي، وغيرهم.
وسمع منه الحديث ورواه عدة من كبار المحدثين والعلماء، منهم: بهز بْن أسد، والحجاج بن المنهال الأنماطي، وأبو داود سليمان بن داود الطيالسي، وعبد الصمد بْن عبد الوارث، وموسى بْن إسماعيل، ويحيى بن سعيد القطان، وغيرهم.
يُعتبر موثوقاً عند علماء الحديث، فقد قال بذلك ووثقه أحمد بن حنبل وقال عنه حينما ذُكِر له: «ما أرى به بأساً..»، ووثقه أيضًا يحيى بن معين وعلي بن المديني، ونقل ابن حجر العسقلاني أنَّ الدارقطني قال عنه: «لا يُترك.»، وغيرهم. وقال المزي في ترجمته: «وهو ثقةٌ وثقه أحمد بن حنبل ويحيى بن معين وعلي بن المديني وغير واحد...»
دائماً ما يتم الخلط بين الربيع بن حبيب الحنفي وبين أبو عمرو الربيع بن حبيب الأزدي إمام الإباضية ومحدثهم، إذ يظن العامة ويزعم البعض أحياناً أنَّ راوي الحديث الثقة الذي وثقه علماء أهل السنة والجماعة وترجموا له هُوّ إمام الإباضية، وذلك لعدة أسباب منها تشابه الاسم واسم الأب ولأنهما عاشا في البصرة بذات الحقبة الزمنية تقريباً، وما يفرقهما هو المذهب والقبيلة والكنية.